# Frankfurter FC 1902
 Frankfurter FC 1902 was een Duitse voetbalclub uit Frankfurt.

## Geschiedenis
De club werd in 1902 opgericht in het Frankfurtse stadsdeel Gallus. De club sloot zich aan bij de Zuid-Duitse voetbalbond en speelde vanaf 1903 in de Westmaincompetitie. In het eerste seizoen eindigde de club slechts tiende op twaalf clubs. In het tweede seizoen maakte de club de competitie niet af en reeds gespeelde wedstrijden, die de club overigens allemaal verloor werden veranderd in forfaitcijfers. Het volgende seizoen eindigde FFC 02 op de vijfde plaats. In 1908/09 eindigde de club zevende in groep II, na dit seizoen fuseerde de club met FV Amicitia 01 Bockenheim en nam de naam Frankfurter FV Amicitia und 1902 aan. 